# Teatro Giuseppe Verdi (Busseto)
Il teatro Giuseppe Verdi è un antico teatro situato all'interno della Rocca Pallavicino di Busseto, in provincia di Parma.

## Storia
Già nel 1845 i bussetani espressero il desiderio di costruire in paese un teatro degno del loro illustre concittadino, che sostituisse quello all'epoca esistente all'interno della Rocca Pallavicino, considerato troppo piccolo ed inutilizzabile; il progetto in un primo tempo fu accantonato, anche a causa della mancanza di fondi.
Nel 1856, tuttavia, il Comune acquistò dalla Camera Ducale l'antica fortezza, in stato di avanzato degrado, e la vecchia proposta ritornò in auge, nonostante la contrarietà di Giuseppe Verdi, convinto della sua inutilità; fu subito dato incarico all'architetto Pier Luigi Montecchini, al quale fu affidata anche la ristrutturazione dell'intero edificio in stile neogotico.
Il vecchio teatro, già dotato di palcoscenico e cavea a ferro di cavallo con palchi, fu completamente trasformato, nonostante la raccomandazione da parte della committenza di modificare il meno possibile le strutture esistenti; i lavori, iniziati nel 1857, furono eseguiti dal bussetano Girolamo Sivelli, cui si affiancarono vari artisti per le decorazioni, tra i quali l'intagliatore Giuseppe Carletti, i doratori Pietro Vasini e Germano Anfossi, i bronzisti milanesi Pandiani ed i pittori Gerolamo Gelati, Giuseppe Baisi, Alessandro Malpeli e Isacco Gioacchino Levi, che, grazie alla sua notorietà, ebbe ampi margini sulle scelte dei soggetti da dipingere.
Dopo circa dodici anni l'opera fu completata e il 15 agosto 1868 il teatro fu inaugurato con la messa in scena delle opere Rigoletto e Un ballo in maschera; in onore del Maestro, il verde fu scelto come colore dominante per la solenne occasione, tanto da essere imposto per gli abiti delle signore e per le cravatte degli uomini; tuttavia, Giuseppe Verdi non presenziò all'inaugurazione, né mai vi mise piede negli anni a venire, nonostante avesse donato l'ingente somma di 10 000 lire per la sua realizzazione e fosse proprietario di un palco.
Nel 1987 il teatro fu dichiarato inagibile, a causa di gravi problemi statici derivanti dalle modifiche ottocentesche della Rocca; l'anno seguente furono quindi avviati i lavori di consolidamento strutturale e di restauro, che, affidati all'architetto Pier Luigi Cervellati, interessarono anche gli impianti ormai obsoleti, l'intero apparato decorativo, parzialmente danneggiato, gli arredi e le attrezzature di scena. Il complesso intervento si concluse solo nel 2000 e la stagione concertistica a lungo interrotta riprese nell'inverno di quell'anno.
Nel gennaio del 2001, in occasione del centenario della morte di Giuseppe Verdi, il teatro fu sede di rappresentazioni di rilevanza nazionale, tra cui una scenografica Aida curata da Franco Zeffirelli ed un Falstaff diretto da Riccardo Muti, con Coro e Orchestra del Teatro alla Scala di Milano.

## Descrizione

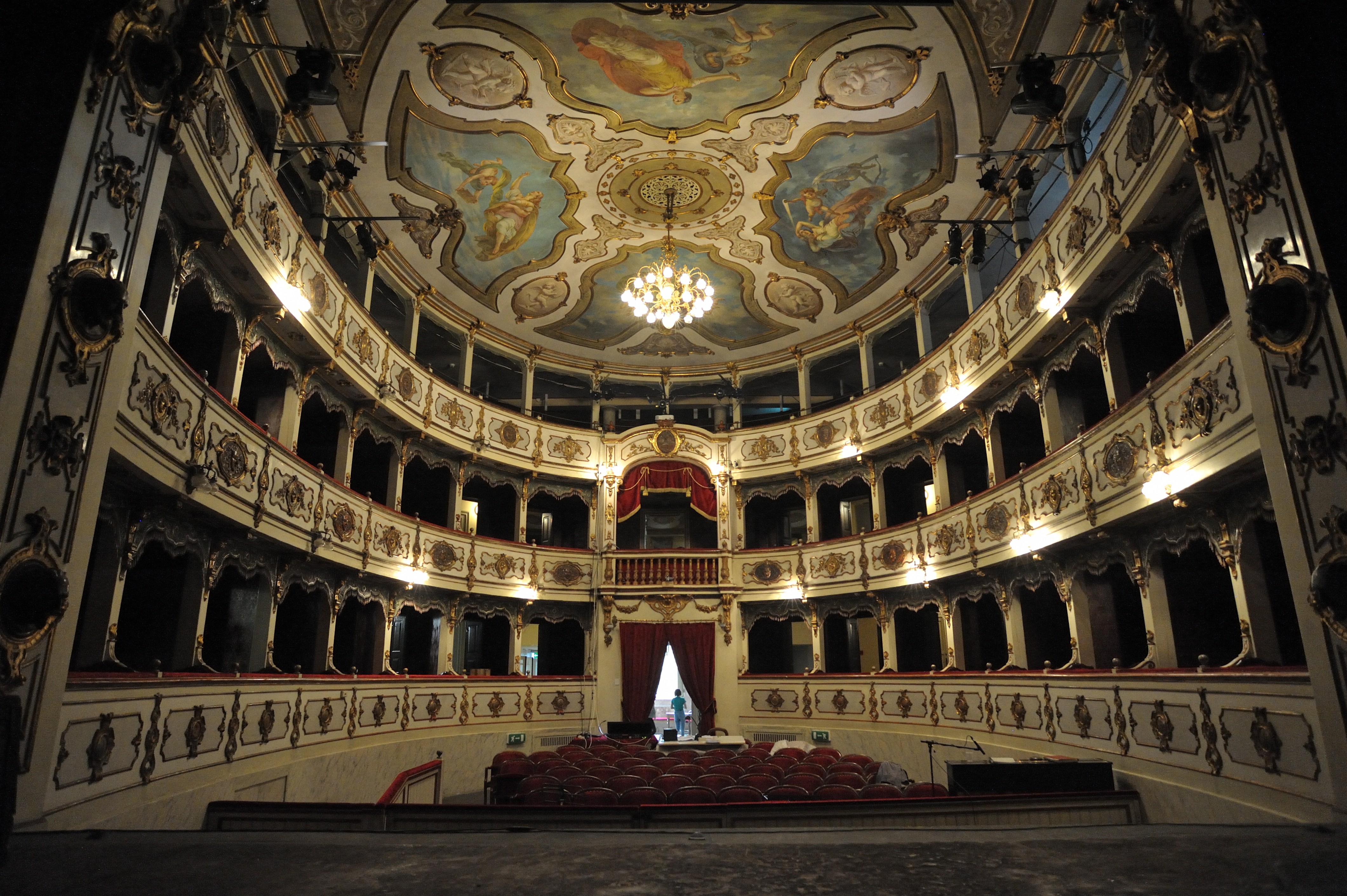
Platea e palchi

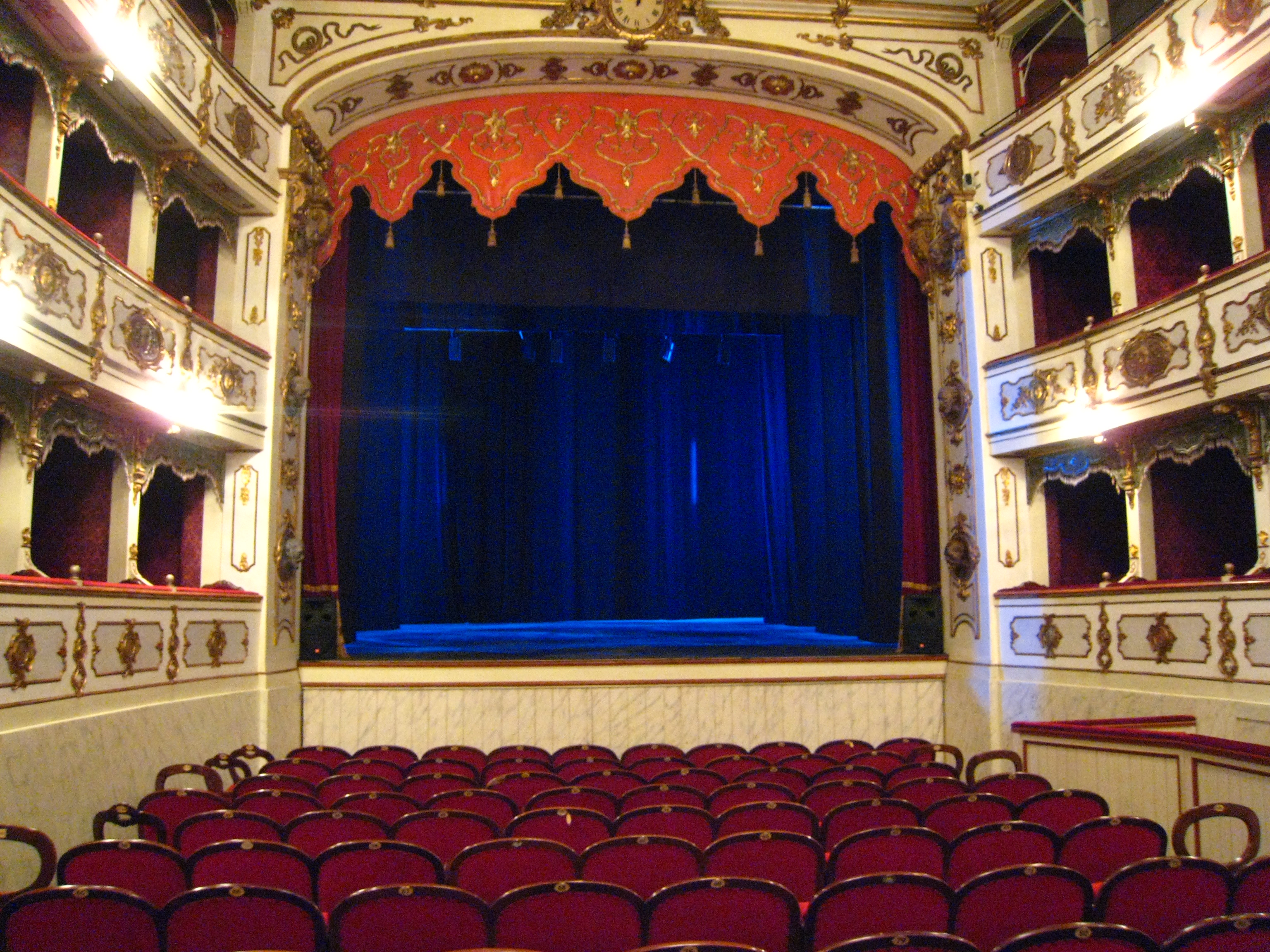
Palcoscenico

Il teatro è accessibile direttamente dall'esterno attraverso il porticato che sorge sul lato destro della facciata principale della Rocca Pallavicino. All'interno l'atrio con biglietteria si apre sullo scalone a forbice, che, ornato con un busto raffigurante Giuseppe Verdi realizzato dallo scultore Giovanni Duprè, conduce al livello della platea, ove sono presenti anche il bar e le sale del ridotto; tutti gli ambienti sono riccamente decorati da affreschi, che ne ricoprono le volte di copertura.
La sala teatrale si articola su una pianta a ferro di cavallo, con 32 palchetti sviluppati su due ordini oltre al palco reale, con sovrastante loggione; i tre livelli di palchi in legno sono decorati con ricchi stucchi dorati, dai tratti rinascimentali. Gli stessi motivi sono ripresi sull'arco scenico, ove campeggia al centro un grande orologio; i grandi pilastri di sostegno sono ornati con le effigi dorate di sei musicisti, collocate all'interno di cornici ed ovali.
La volta, al cui centro è appeso un grande lampadario in bronzo con bocce di vetro, è arricchita da affreschi realizzati da Gioacchino Levi, che vi dipinse in quattro grandi medaglioni le figure allegoriche della Commedia, della Tragedia, del Melodramma e del Dramma romantico.
Il palcoscenico mantiene l'originale struttura lignea, mentre nel retro sono conservate le scene realizzate da Edoardo Marchioro nel 1926 per un Falstaff diretto dal maestro Arturo Toscanini, oltre ad alcuni macchinari ottocenteschi.

## Principali rappresentazioni
Tra le principali stagioni concertistiche, le più significative rimangono quelle del 1913 e del 1926, entrambe dirette da Arturo Toscanini, quella del 2001, con un Falstaff diretto da Riccardo Muti ed un'Aida curata da Franco Zeffirelli, ed infine quella del 2002, con La traviata diretta da Plácido Domingo.